# Salim Arrache
Salim Arrache (ur. 14 lipca 1982 w Marsylii) – francuski piłkarz pochodzenia algierskiego grający na pozycji ofensywnego pomocnika, były reprezentant Algierii.

## Życiorys
Sam piłkarz urodził się we Francji, jednak jego rodzice są z Algierii. Arrache karierę piłkarską rozpoczął w małym klubie Batarelle, niedaleko Marsylii. Już dwa lata później grał w innym małym klubie, również nieopodal miasta, w którym się urodził. W 1999 roku piłkarz podpisał amatorski kontrakt z US Marignane, czyli z drużyną występującą w niższych ligach francuskich, gdzie został zauważony przez RC Strasbourg. W 2001 roku jeszcze jako junior, przeszedł do drużyny ze Strasburga i po dwóch latach gry w drużynach juniorskich, podpisał pierwszy profesjonalny kontrakt z tym klubem. W drużynie seniorów Racingu przez 3 lata gry Salim zdołał rozegrać 59 meczów zdobywając przy tym jedną bramkę.
Arrache był podstawowym zawodnikiem Strasbourga i często grał na lewej stronie pomocy. W sezonie 2005/2006 grał mało z powodu kontuzji. Jego przygoda ze Strasburgiem zakończyła się, kiedy drużyna spadła do drugiej ligi. Wówczas rękę po niego wyciągnął Olympique Marsylia. Zimą 2008 przeniósł się na wypożyczenie do Toulouse FC. Następnie był wypożyczony do Stade de Reims. W 2009 roku grał w SC Bastia, a w 2010 przeszedł do PAS Janina. Latem 2010 został piłkarzem Asterasu Tripolis. Z kolei w 2011 roku krótko był zawodnikiem kuwejckiego Al Qadsia.
Od 5 sierpnia 2013 roku jest zawodnikiem klubu z wyspy Korsyka – AC Ajaccio. Grał też w Chengdu Tiancheng i AEL Kallonis.
| Sezon   | Klub                  | Kraj    | Rozgrywki          | Mecze | Bramki | Rozgrywki Europy   | Mecze | Bramki |
| ------- | --------------------- | ------- | ------------------ | ----- | ------ | ------------------ | ----- | ------ |
| 2003/04 | RC Strasbourg         | Francja | Ligue 1            | 12    | 0      | –                  | –     | –      |
| 2004/05 | RC Strasbourg         | Francja | Ligue 1            | 33    | 1      | –                  | –     | –      |
| 2005/06 | RC Strasbourg         | Francja | Ligue 1            | 14    | 0      | Liga Europy UEFA   | 4     | 1      |
| 2006/07 | RC Strasbourg         | Francja | Ligue 2            | 0     | 0      | –                  | –     | –      |
| 2006/07 | Olympique Marsylia    | Francja | Ligue 1            | 5     | 0      | –                  | –     | –      |
| 2007/08 | Olympique Marsylia    | Francja | Ligue 1            | 7     | 0      | Liga Mistrzów UEFA | 3     | 0      |
| 2007/08 | Toulouse FC (wyp.)    | Francja | Ligue 1            | 16    | 0      | –                  | –     | –      |
| 2008/09 | Stade de Reims (wyp.) | Francja | Ligue 2            | 17    | 2      | –                  | –     | –      |
| 2009/10 | SC Bastia             | Francja | Ligue 2            | 13    | 0      | –                  | –     | –      |
| 2009/10 | PAS Janina            | Grecja  | League Ellada      | 4     | 1      | –                  | –     | –      |
| 2010/11 | Asteras Tripolis      | Grecja  | League Ellada      | 17    | 1      | –                  | –     | –      |
| 2011/12 | Al Qadsia             | Kuwejt  | KPL                | 0     | 0      | –                  | –     | –      |
| 2012/13 | Al Qadsia             | Kuwejt  | KPL                | ?     | ?      | –                  | –     | –      |
| 2013/14 | AC Ajaccio            | Francja | Ligue 1            | 7     | 2      | –                  | –     | –      |
| 2014    | Chengdu Tiancheng     | Chiny   | China League One   | 10    | 1      | –                  | –     | –      |
| 2014/15 | AEL Kallonis          | Grecja  | Superleague Ellada | 5     | 0      | –                  | –     | –      |

## Reprezentacja
Mający podwójną narodowość Arrache postanowił grać dla reprezentacji Algierii. 28 kwietnia 2004 roku po raz pierwszy założył trykot drużyny narodowej w meczu z Chinami.